# José María Mellado Resina
José María Mellado Resina (Sevilla, 19 de marzo de 1948-Valladolid, 9 de septiembre de 2018) fue un futbolista español que jugó en la primera división de España con el Real Betis Balompié.

## Biografía
Nació en Sevilla el 19 de marzo de 1948 y entró muy joven en la cantera del Real Betis. En 1967, con 19 años fue cedido al Recreativo de Huelva, con el que debutó en la segunda división en la temporada 1967/68. Al año siguiente volvió al Betis con el que jugó su primer partido oficial el 19 de enero de 1969, en el estadio Benito Villamarín, en la decimonovena jornada de liga contra el Ilicitano. En esta etapa, jugó tres temporadas consecutivas en segunda división con el equipo sevillano. En 1971, marchó cedido un año al C.D. Logroñés. Un año después, de nuevo en el equipo verdiblanco, debutó en la primera división. En la temporada 1974/75 jugó cedido en el Córdoba C.F.
En 1975, fue fichado por el Real Valladolid donde permaneció cuatro campañas, desde 1975 hasta 1979. Tras su retirada como futbolista debido a una lesión, ocupó el cargo de entrenador de los equipos inferiores blanquivioleta.

## Clubes
| Club                 | País   | Año       | Partidos | Goles |
| -------------------- | ------ | --------- | -------- | ----- |
| Triana Balompié      | España | 1966-1967 | 2        | 1     |
| Recreativo de Huelva | España | 1967-1968 | 2        | 1     |
| Real Betis Balompié  | España | 1968-1971 | 44       | 2     |
| CD Logroñés          | España | 1971-1972 | 29       | 3     |
| Real Betis Balompié  | España | 1972-1974 | 19       | 0     |
| Córdoba CF           | España | 1974-1975 | 20       | 2     |
| Real Valladolid CF   | España | 1975-1979 | 108      | 1     |